# Claude-Joseph-Alexandre Bertrand
Claude-Joseph-Alexandre Bertrand (* 10. Januar 1734 in Besançon; † 16. Januar 1797 ebenda) war ein französischer Architekt, der viele Bauwerke in der Stadt Besançon errichtete. 

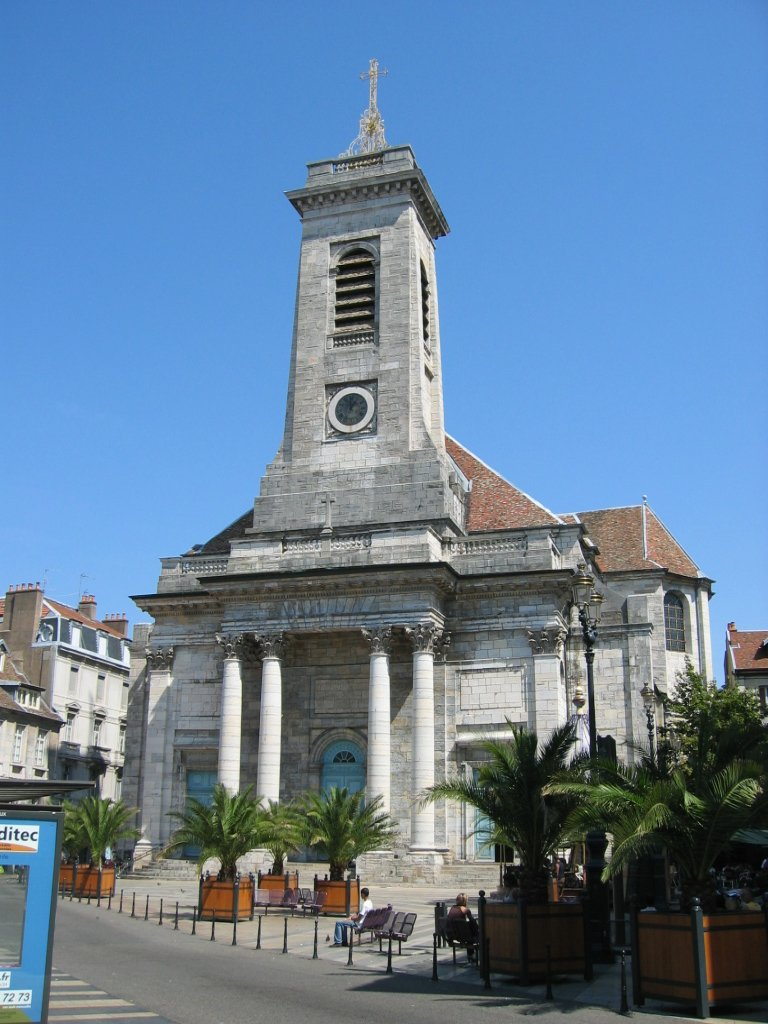
Kirche St-Pierre in Besançon

## Leben
Claude-Joseph-Alexandre Bertrand wurde als Sohn eines Schuhmachers geboren. Nachdem er zunächst Zeichenlehrer an der École d’artillerie geworden war, wurde er 1774 zum Stadtarchitekten von Besançon ernannt. In dieser Funktion arbeitete er bis 1790 und war stark von der Pariser Architektur beeinflusst.    
Bertrand ließ die Promenade Granvelle und den Parc de Chamars anlegen, er baute die Kirche Saint-Pierre und die Häuser um das Hôtel Terrier de Santans und das Hôtel Henrion de Magnoncourt.
Ebenso leitete er den Bau des Stadttheaters von Besançon, das nach Plänen von Claude-Nicolas Ledoux errichtet wurde. Bertrand entwarf die Pläne für das Schloss in Moncley und baute das Schloss in Champlitte um.
Neben Claude Antoine Colombot ist er der führende Vertreter des Klassizismus in Besançon und der Franche-Comté.